# 메타 겐이치로
메타 겐이치로(일본어: 米田 兼一郎, 1982년 7월 2일 ~ )는 일본의 전 축구 선수이다.

## 구단 경력
과거 아비스파 후쿠오카, 교토 상가 FC, 도치기 SC, 도쿠시마 보르티스, 사간 도스, FC 가고시마에서 활동하였다.